# Archips crataegana
Archips crataegana је врста инсекта из реда лептира - Lepidoptera , која припада породици Tortricidae.

## Опис
Распон крила мужјака ове врсте је око 20мм, док је код женки до 25мм. Предња крила мужјака су светло смеђа са тамно смеђим флекама, док су код женке крила генерално тамнија. Задња крила су сива, а код женке врх понекад жућкаст. Гусенице су дуге до 22мм.

## Распрострањење и станиште
Овај ноћни лептир насељава Европу, а на истоку је бележена све до Јапана. У Србији се може наћи на планинама. Среће се на шумским стаништима, пре свега у листопадним шумама.

## Биологија
Одрасле једикне (адулти) су активни од јуна до августа, имају једну генерацију годишње. Женке полажу јаја у групама од по 30, на кору дрвета, често високо у крошњи. Изледом групације јаја подсећају на птичији измет. Презимљавају у стадијуму јајета, а при стадијуми гусеница наког излегања хране се доњом страном листа, да би у каснији стадијумима уврнуле лист и настављају храњење унутар смотаног листа. У Јапану је описана друга подврста, коју неки сматрају и сасвим другом врстом. Биљке хранитељке су бројно, чак и из различитих фамилија: Rosaceae, Betulaceae, Fagaceae, Moraceae, Oleaceae, Rutaceae, Salicaceae, Tiliaceae, Ulmaceae.

## Синоними
- Archips confluens Obraztsov, 1957
- Archips roborana (Hübner, 1799)
- Cacoecia rubromaculata Schawerda, 1933
- Cacoecia xylosteana Fischer von Röslerstamm, 1840
- Tortrix crataegana Hübner, 1799
- Tortrix roborana Hübner, 1799

## Подврсте
- Archips crataegana crataegana
- Archips crataegana endoi Yasuda, 1975